# Diecezja Inongo
Diecezja Inongo – diecezja rzymskokatolicka  w Demokratycznej Republice Konga. Powstała 10 listopada 1959.

## Biskupi diecezjalni
- Bp Donatien Bafuidinsoni (od 2018)
- Bp Philippe Nkiere Keana (2005 – 2018)
- Bp Léon Lesambo (1967 – 2005)
- Bp Jan van Cauwelaert (1954 –1967)